# Posturografia
Posturografia é um exame usado para avaliar o controle postural na posição ereta em condições estáticas ou dinâmicas. O termo posturografia significa “descrição da postura”. As diversas técnicas agrupadas sob esse termo têm uma perspectiva muito mais ampla. A maioria das técnicas visa descrever não apenas a postura — ou seja, a posição de várias partes do corpo durante a postura ereta ou sentada —, mas também a regulação ativa e passiva do equilíbrio de uma pessoa. 
 o equilíbrio é alcançado e mantido por um conjunto complexo de sistemas de controle sensório-motor, que inclui os sistemas visual, somatossensorial e vestibular. É por meio da integração desses sistemas em tempo real pelo sistema nervoso central que o centro de massa do corpo é mantido sobre sua base de sustentação.  Devido às interações complexas entre os processos sensoriais, motores e centrais envolvidos na postura e no equilíbrio, requer protocolos diferentes para diferenciar entre as muitas alterações e deficiências que podem afetar o sistema de controle postural do paciente. 
A posturografia pode ser utilizada em várias condições, como acidente vascular cerebral (AVC), doença de Parkinson, esclerose múltipla, paralisia cerebral, disfunções vestibulares, lesões no joelho e no pé, traumatismo cranioencefálico, entre muitas outras, condições que em geral afetam o equilíbrio.  O uso da  posturografia é amplo podendo abranger diversas áreas como:  
- fazer um diagnóstico diferencial apropriado em pacientes que apresentam quedas ou comprometimento do equilíbrio;
- identificar de forma confiável os indivíduos em risco de queda;
- documentar objetiva e quantitativamente o resultado de intervenções terapêuticas;
- obter uma melhor compreensão fisiopatológica da instabilidade postural e das quedas, como base para o desenvolvimento de estratégias de tratamento aprimoradas para prevenir quedas.

Em cada um desses campos, a posturografia oferece diversas vantagens teóricas e, quando aplicada corretamente, fornece uma ferramenta útil para obter uma melhor compreensão dos mecanismos fisiopatológicos em pacientes com distúrbios do equilíbrio. 

## Tipos de posturografia
A posturografia estática é realizada colocando o paciente em pé sobre uma plataforma fixa instrumentada ( plataforma de força ) conectada a detectores sensíveis ( transdutores de força e movimento), que são capazes de detectar as pequenas oscilações do corpo. A posturografia dinâmica se diferencia da posturografia estática geralmente pelo uso de um aparelho especial com uma plataforma horizontal móvel. À medida que o paciente faz pequenos movimentos, eles são transmitidos em tempo real para um computador . O computador também é usado para comandar motores elétricos que podem mover a plataforma de força na direção horizontal (translação), bem como incliná-la (rotações). Os protocolos de testes de posturografia geram uma sequência de movimentos padronizados na plataforma de apoio com o objetivo de desequilibrar a postura do paciente de forma ordenada e reprodutível. A plataforma está integrada dentro de um gabinete que também pode ser usado para gerar movimentos visuais aparentes. Esses estímulos são calibrados em relação à altura e ao peso do paciente. Um software de computador especial integra tudas as informações geradas e com isso produz gráficos e relatórios detalhados que podem ser comparados com resultados  normais.   A posturografia dinâmica computadorizada (PDC), também chamada de teste de equilíbrio (TEE), é uma técnica de avaliação clínica especializada , não invasiva, utilizada para quantificar os mecanismos adaptativos do sistema nervoso central ( sensorial, motor e central) envolvidos no controle da postura e do equilíbrio, tanto em condições normais (como na educação física e no treinamento esportivo) quanto anormais (particularmente no diagnóstico de distúrbios do equilíbrio e na fisioterapia e reeducação postural). Assim, o CDP o desafia usando diversas combinações de estímulos e parâmetros visuais e de superfície de suporte. As aplicações clínicas do CDP foram descritas pela primeira vez por LM Nashner em 1982, e o primeiro sistema de teste disponível comercialmente foi desenvolvido em 1986, quando a NeuroCom International, Inc. lançou o sistema EquiTest.  

## Componentes do equilíbrio
O centro de gravidade (CG) é um componente importante do equilíbrio e deve ser avaliado ao avaliar a postura de alguém. O COG é frequentemente medido com COP (Centro de pressão) porque o COG é difícil de quantificar. Segundo Lafage et al. (2008) o centro de gravidade deve estar localizado no ponto médio da base de apoio se um indivíduo tiver uma postura ideal. A excursão e a velocidade do COP são indicadores de controle sobre o COG e são fatores-chave para identificar a postura correta e a capacidade de manter o equilíbrio. A excursão do COP é definida por Collins & De Luca (1992) como o deslocamento euclidiano*LINK* nas direções anterior/posterior e medial/lateral dentro da base de apoio (perímetro ao redor dos pés).  Com má postura e/ou curvaturas exageradas da coluna é possível que a excursão do COP aumente o que pode causar instabilidade à medida que o COP se desloca em direção ao perímetro da base de apoio. 

## Tipos de testes

Condições equitest

Os protocolos de teste geralmente incluem um Teste de Organização Sensorial (TOS), Teste de Limites de Estabilidade (LOS), um Teste de Controle Motor (MCT) e um Teste de Adaptação (ADT). O teste SOT foi desenvolvido por Nashner e é um sistema computadorizado composto por placas de força móveis duplas e tela visual móvel (EquiTest).  Durante o teste, o paciente é instruído a ficar parado e em silêncio, com os olhos abertos ou fechados, dependendo de qual dos seis testes está sendo administrado. O paciente realiza múltiplos testes por teste; uma descrição desses testes pode ser encontrada na tabela abaixo.  O teste SOT é baseado no fato de que existem três sistemas sensoriais envolvidos principalmente na manutenção do equilíbrio (visão, vestibular e proprioceptivo).   São medidos pequenos movimentos espontâneos do corpo, bem como reações provocadas por movimentos abruptos e inesperados da plataforma e do ambiente visual. As diferenças nessas oscilações e reações às perturbações do sistema ajudam a determinar a capacidade dos pacientes de usar efetivamente a entrada visual, vestibular e proprioceptiva para manter a postura.  Wrisley et al. (2007) descobriram que há efeitos de aprendizagem associados ao teste SOT e, portanto, ele poderia ser usado clinicamente para avaliar, melhorar e monitorar mudanças no equilíbrio.
| Doença | Visão          | Superfície            | Surround visual       |
| ------ | -------------- | --------------------- | --------------------- |
| 1      | Olhos abertos  | Estável               | Estável               |
| 2      | Olhos Fechados | Estável               | Estável               |
| 3      | Olhos abertos  | Estável               | Referenciado por Sway |
| 4      | Olhos abertos  | Referenciado por Sway | Estável               |
| 5      | Olhos Fechados | Referenciado por Sway | Estável               |
| 6      | Olhos abertos  | Referenciado por Sway | Referenciado por Sway |

| Doença                                                                           | Padrões de anormalidade na análise SOT                        | Padrões de anormalidade na análise SOT                        | Padrões de anormalidade na análise SOT                                                         | Padrões de anormalidade na análise SOT                                                         | Padrões de anormalidade na análise SOT                                                                                    | Padrões de anormalidade na análise SOT                                                                                  | Padrões de anormalidade na análise SOT                                          | Padrões de anormalidade na análise SOT               | Padrões de anormalidade na análise SOT                           |
| Doença                                                                           | Anormalidades vestibulares                                    | Anormalidades vestibulares                                    | Anormalidades vestibulares                                                                     | Anormalidades vestibulares                                                                     | Anormalidades vestibulares                                                                                                | Anormalidades multissensoriais a                                                                                        | Anormalidades multissensoriais a                                                | Anormalidades multissensoriais a                     | Anormalidades extrassensoriais b                                 |
| -------------------------------------------------------------------------------- | ------------------------------------------------------------- | ------------------------------------------------------------- | ---------------------------------------------------------------------------------------------- | ---------------------------------------------------------------------------------------------- | --- | --- | ------------------------------------------------------------------------------- | ---------------------------------------------------- | ---------------------------------------------------------------- |
| 1                                                                                |                                                               |                                                               |                                                                                                |                                                                                                | | |                                                                                 |                                                      | As pontuações em 4, 5 e 6 são iguais ou melhores que em 1, 2, 3. |
| 2                                                                                |                                                               |                                                               |                                                                                                |                                                                                                | | |                                                                                 |                                                      | As pontuações em 4, 5 e 6 são iguais ou melhores que em 1, 2, 3. |
| 3                                                                                |                                                               |                                                               |                                                                                                |                                                                                                | | |                                                                                 |                                                      | As pontuações em 4, 5 e 6 são iguais ou melhores que em 1, 2, 3. |
| 4                                                                                |                                                               |                                                               |                                                                                                |                                                                                                | | |                                                                                 |                                                      | As pontuações em 4, 5 e 6 são iguais ou melhores que em 1, 2, 3. |
| 5                                                                                |                                                               |                                                               |                                                                                                |                                                                                                | | |                                                                                 |                                                      | As pontuações em 4, 5 e 6 são iguais ou melhores que em 1, 2, 3. |
| 6                                                                                |                                                               |                                                               |                                                                                                |                                                                                                | | |                                                                                 |                                                      | As pontuações em 4, 5 e 6 são iguais ou melhores que em 1, 2, 3. |
| Conclusões                                                                       | Incapacidade de fazer uso eficaz das informações vestibulares | Incapacidade de fazer uso eficaz das informações vestibulares | Incapacidade de suprimir a influência de informações visuais imprecisas ("preferência visual") | Incapacidade de suprimir a influência de informações visuais imprecisas ("preferência visual") | Incapacidade de fazer uso eficaz de informações vestibulares E de suprimir a influência de informações visuais imprecisas | Nenhum uso eficaz de informações visuais ou vestibulares (dependência de informações somatossensoriais para equilíbrio) | Nenhum uso eficaz de informações visuais ou vestibulares E dependência da visão | Dependência de estímulos visuais e somatossensoriais | As pontuações em 4, 5 e 6 são iguais ou melhores que em 1, 2, 3. |
| uma patologia vestibular e extravestibular b Ansiedade, simulação, exagero, etc. |                                                               |                                                               |                                                                                                |                                                                                                | | |                                                                                 |                                                      |                                                                  |

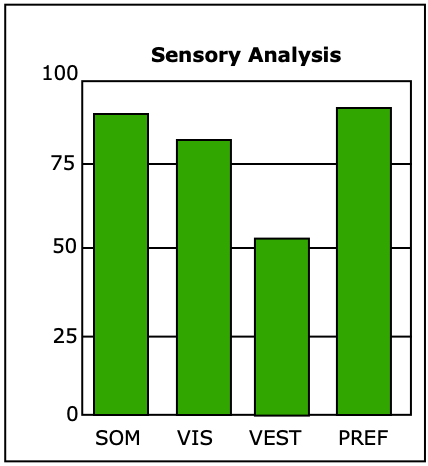
Análise Sensorial - EquiTest

Os resultados do SOT são subdivididos em uma pontuação de equilíbrio, uma análise sensorial, uma análise estratégica e um alinhamento de COG. A análise sensorial calcula quatro pontuações diferentes: somatossensorial (SOM), visual (VIS), vestibular (VEST) e preferência visual (PREF) (também conhecida como "dependência visual",   uma dependência excessiva de informações visuais, mesmo quando são inadequadas). As pontuações são calculadas respectivamente como proporções das 6 pontuações diferentes da pontuação de equilíbrio: 
{\displaystyle {\text{Somatosensory (SOM)}}={\frac {\text{condition 2}}{\text{condition 1}}}}
{\displaystyle {\text{Visual (VIS)}}={\frac {\text{condition 4}}{\text{condition 1}}}}
{\displaystyle {\text{Vestibular (VEST)}}={\frac {\text{condition 5}}{\text{condition 1}}}}
{\displaystyle {\text{Visual Preference (PREF)}}={\frac {\text{conditions 3 + 6}}{\text{conditions 2 + 5}}}}
Os resultados do MCT incluem, em vez disso, a Simetria de Peso, tanto para traduções diretas quanto para regressivas, Pontuações de Latência para traduções diretas e regressivas, e Escala de Amplitude, que se refere à capacidade do participante de gerar uma força de resposta adequada à entidade da perturbação.
Os limites de estabilidade (LOS) são definidos como a distância fora da base de suporte que pode ser percorrida antes que ocorra uma perda de equilíbrio. O teste LOS é frequentemente usado para quantificar essa distância e tem sido sugerido como um híbrido entre a avaliação do equilíbrio estático e dinâmico.  Durante este teste, o paciente fica em pé na plataforma conforme as instruções acima no teste SOT. O paciente observa seus movimentos em uma tela para poder ver cada um dos oito alvos de LOS. O paciente começa com seu COP diretamente no centro dos alvos (exibido como uma figura como uma pessoa computadorizada). No início do teste, o paciente tenta se inclinar na direção do alvo do perímetro indicado, sem levantar os pés, e permanecer ali até que o teste seja concluído.
De acordo com a necessidade do diagnóstico, a CDP pode ser combinada com outras técnicas, como a eletronistagmografia (ENG) e a eletromiografia .
As principais indicações para CDP são tonturas e vertigens e desequilíbrios posturais ( distúrbios de equilíbrio ).

## Links externos
- Posturografia Dinâmica Computadorizada